# Psychotria goldmanii
Psychotria goldmanii är en måreväxtart som beskrevs av Paul Carpenter Standley. Psychotria goldmanii ingår i släktet Psychotria och familjen måreväxter. Inga underarter finns listade i Catalogue of Life.